# ゴム・モノレール

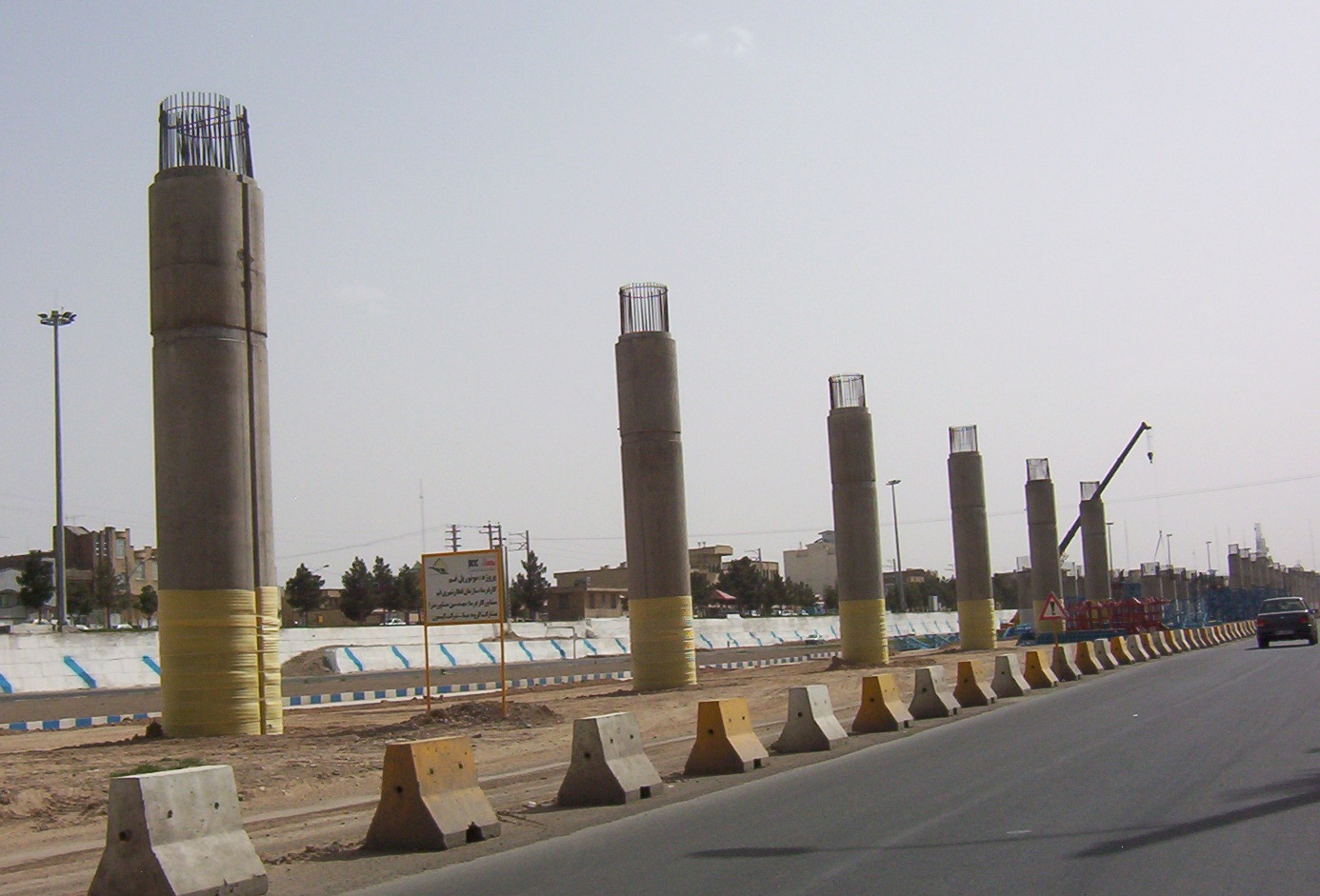
建設中のモノレール

ゴム・モノレール（ペルシア語: مونوریل قم、英: Qom Monorail）は、イラン・イスラム共和国ゴム州ゴムにて計画中である、延長13.5-キロメートル (8.4 mi) のモノレール・システムである。
2009年に建設開始し、2015年までに完成すると予想されている。
建設の第1フェーズでは、ジャムカラーン・モスクと北にあるゴム＝カーシャーン有料道路を結ぶ、5駅の計画となっている。
建設の第2フェーズでは、パルディーサーンとゴムが結ばれる。
当プロジェクトでは、建設費用に9.4兆リヤルが掛かると予想されている。